# Heinrich III. von Brandis
Heinrich III. von Brandis (1348 erstmals erwähnt; † 22. November 1383 in Klingnau) war der 24. Abt im Kloster Einsiedeln und von 1357 bis 1383 Bischof von Konstanz.

## Leben

### Herkunft und Familie
Heinrich entstammt dem Schweizer Adelsgeschlecht der Freiherren von Brandis, das seinen Stammsitz auf Burg Brandis bei Lützelflüh im Emmental hatte. Seine Eltern waren Mangold von Brandis und Margareta von Nellenburg. Sein Bruder Eberhard war Abt des Klosters Reichenau, seine Schwester Agnes Äbtissin des Klosters Säckingen. 

### Abt von Einsiedeln
Heinrich wurde im Kloster Einsiedeln erzogen und 1348 zu dessen Abt ernannt. Eine der ersten und wichtigsten Regierungshandlungen in seinem Amt war der endgültige Friedensschluss mit Schwyz am 8. Februar 1350. Dabei musste das Stift die Hälfte seines Gebietes opfern (von 229 Quadratkilometern verblieben 109).
Nach kriegerischen Handlungen zwischen der Stadt Zürich und Herzog Albrecht II. von Österreich kam es zwar zu dem Regensburger Frieden, aber viele Stiftsgebiete, besonders am Zürichsee, waren schwer beschädigt und das Kloster erhielt keine Entschädigung. Dies führte das Kloster in eine erneute Verschuldung.

### Bischof von Konstanz
Nach der Ermordung von Bischof Johann Windlock im Jahre 1356 kam es zu einer Doppelwahl durch das Domkapitel. Die Mehrheit des Kapitels wählte den Konstanzer Domherrn Ulrich von Friedingen, während sich eine Minderheit für den Bischof von Freising, Albert II. von Hohenberg, entschied. Anfang 1357 einigten sich Kaiser und Papst auf den Bamberger Bischof Lupold von Bebenburg, der die Wahl jedoch ablehnte. So ernannte der Papst am 15. Mai 1357 Heinrich von Brandis zum Bischof von Konstanz. Er reiste nach Avignon, wo er am 25. Mai seine Weihe empfing. Dort ging er auch beträchtliche finanzielle Verpflichtungen gegenüber dem Papst ein. Am 21. Dezember 1360 weihte er einen Vorgängerbau des Fridolinsmünster in Säckingen.
1358 ernannte er seinen Bruder Wolfram zum weltlichen Verwalter des Bistums, der jedoch mehr das Wohl seiner Familie im Auge hatte. Nachdem das Bistum mit seinen Zahlungen beim Papst in Rückstand geraten war, beauftragte dieser den Dompropst Felix Stucki und den Rat der Stadt Konstanz, gegen Heinrich Stellung zu nehmen. Am 6./7. August 1363 wurde Stucki in Zürich ermordet. Zu den Tätern zählten Heinrichs Brüder Thüring und Wolfram. Als 1368 Heinrichs Neffe Wölfle auf dem Weg zu einem Turnier in Zürich von Konstanzer Bürgern erschlagen wurde, entbrannte ein Konflikt mit der Stadt Konstanz (1368–1372). Heinrich musste nach Grenoble fliehen und belegte die Stadt mit dem Interdikt. Die Stadt beschuldigte Heinrich daraufhin der Mitwisserschaft an der Ermordung seines Vorgängers und der Anstiftung zum Mord Stuckis. Daraufhin wurde Heinrich im April vom Papst seines Amtes enthoben und Johann Schadland als Administrator eingesetzt. Nach der Einigung Heinrichs mit der Stadt Konstanz wurde er 1372 wieder eingesetzt. 
In der Zeit des Schismas stand Heinrich zuerst auf der Seite Urbans VI. 1380 wechselte er auf die Seite des Gegenpapstes Clemens VII. Kurz vor seinem Tode setzte ihn Urban VI. ab und ernannte Nikolaus von Riesenburg zu seinem Nachfolger. 
Heinrich starb am 22. November 1383 in Klingnau. Das Domkapitel wählte am 27. Januar 1384 seinen Neffen Mangold von Brandis zum Nachfolger, so dass es kurzzeitig zwei Bischöfe in Konstanz gab.